# Deltocephalus trifax
Deltocephalus trifax är en insektsart som beskrevs av Kramer 1963. Deltocephalus trifax ingår i släktet Deltocephalus och familjen dvärgstritar. Inga underarter finns listade i Catalogue of Life.